# Jan Yi Yun-il
Jan Yi Yun-il (1823, Hondžu – 21. ledna 1867, Tegu) je korejský katolický svatý.

## Stručný životopis
Byl to katolický laik, otec rodiny, sedlák a katechista. Žil v oblasti Tegu, v době, kdy v Koreji byla pronásledována katolická církev. Zůstal věrný křesťanské víře i po děsivém mučení (bití, lámání kostí atd.) Nakonec byl jeho život ukončen stětím. Bylo mu 44 let. Blahořečen byl 6. října 1968 papežem sv. Pavlem VI. a svatořečen 6. května 1984 papežem sv. Janem Pavlem II. ve skupině 103 korejských mučedníků.